# Terebra lauretanae
Terebra lauretanae é uma espécie de gastrópode do gênero Terebra, pertencente a família Terebridae.